# Новае неба
Но́вае Не́ба (Нове Небо) — музичний гурт з Білорусі. Заснований у 1991 році співачкою Касею Камоцькою і гітаристом Лявоном Шириним.

## Дискографія

### Альбоми
- Дзеці чорнага гораду (Діти чорного міста) (1991)
- Сон у трамваі (Сон у трамваї) (1994)
- Go home[be-x-old] (1995)
- Мая краіна[be-x-old] (Моя країна) (1996)
- Выбранае (Вибране) (1997)
- Novaje Nieba. Лепшае. (Новає неба. Краще) (1999)
- Cepieliny[be-x-old] (1999)
- Акустыка[be-x-old] (Акустика) (2005)

### Участь у збірках
- Вольныя танцы: слухай сваё[be-x-old] (Вільні танці: слухай своє) (1999)
- Вольныя танцы: новая альтэрнатыва (Вільні танці: нова альтернатива) (2000)
- More каханьня (More кохання) (2001)
- Сэрца Эўропы in rock[be] (Серце Європи in rock) (2001)
- Генералы айчыннага року[be-x-old] (Генерали вітчизняного року) (2004)

## Склад гурту
- Кася Камоцька[be]: вокал